# Séguéla
 (mai 2025).
La mise en forme du texte ne suit pas les recommandations de Wikipédia : il faut le « wikifier ».
Les points d'amélioration suivants sont les cas les plus fréquents. Le détail des points à revoir est peut-être précisé sur la page de discussion.
- Les titres sont pré-formatés par le logiciel. Ils ne sont ni en capitales, ni en gras.
- Le texte ne doit pas être écrit en capitales (les noms de famille non plus), ni en gras, ni en italique, ni en « petit »…
- Le gras n'est utilisé que pour surligner le titre de l'article dans l'introduction, une seule fois.
- L'italique est rarement utilisé : mots en langue étrangère, titres d'œuvres, noms de bateaux, etc.
- Les citations ne sont pas en italique mais en corps de texte normal. Elles sont entourées par des guillemets français : « et ».
- Les listes à puces sont à éviter, des paragraphes rédigés étant largement préférés. Les tableaux sont à réserver à la présentation de données structurées (résultats, etc.).
- Les appels de note de bas de page (petits chiffres en exposant, introduits par l'outil «  Source ») sont à placer entre la fin de phrase et le point final[comme ça].
- Les liens internes (vers d'autres articles de Wikipédia) sont à choisir avec parcimonie. Créez des liens vers des articles approfondissant le sujet. Les termes génériques sans rapport avec le sujet sont à éviter, ainsi que les répétitions de liens vers un même terme.
- Les liens externes sont à placer uniquement dans une section « Liens externes », à la fin de l'article. Ces liens sont à choisir avec parcimonie suivant les règles définies. Si un lien sert de source à l'article, son insertion dans le texte est à faire par les notes de bas de page.
- La présentation des références doit suivre les conventions bibliographiques. Il est recommandé d'utiliser les modèles {{Ouvrage}}, {{Chapitre}}, {{Article}}, {{Lien web}} et/ou {{Bibliographie}}. Le mode d'édition visuel peut mettre en forme automatiquement les références.
- Insérer une infobox (cadre d'informations à droite) n'est pas obligatoire pour parachever la mise en page.

Pour une aide détaillée, merci de consulter Aide:Wikification.
Si vous pensez que ces points ont été résolus, vous pouvez retirer ce bandeau et améliorer la mise en forme d'un autre article.
Pour les articles homonymes, voir Séguéla (homonymie).
Séguéla est une ville située au nord-ouest de la Côte d'Ivoire.  Elle est le chef-lieu de la région du Worodougou, du département de Séguéla, et la capitale du district du Woroba. Considérée comme la capitale du pays Koyaka, la ville de Séguéla est ponctuée par des cérémonies traditionnelles telles que le "Doh", le "Wèwè", ou encore le "Kouroubi" .En 2021, sa population est estimée à 103 980 habitants.

## Toponymie
La ville de Séguéla a été bâtie par les descendants de Soundiata Keïta, surtout de la lignée de Massa Woulé (le roi rouge ou roi de teint clair).
Arrière-arrière-petit-fils des fondateurs de la ville de Séguéla qui sont les Keita ou Binaté nous rapporterons que le nom «Séguéla» est lié à une position géographique prédite avant le voyage des fondateurs qui devaient s’installer dans une zone bien précise où il y avait des Ségué, arbres bien connus dans la région du Worodougou. D’où le nom « Sèguèla » et par déformation « Séguéla ».

## Géographie

### Géographie de la ville
Séguéla est composée de divers quartiers qui portent les noms de familles traditionnelles comme :
- les Kéita, Fouétai (déformation de Keita) ou Binanté (en fait Binantè qui veut dire que notre présence ne date pas d'aujourd'hui) sont tous de la même famille des fondateurs de la ville de Séguéla ;
- les Konaté situés vers l'aéroport sont rattachés aux Kéita par ce lien généalogique de « Makan Konfata Konaté » qui a été le père du premier « Keita Sogolon Djata » par conséquent de tous les Keita ;
- les Diomandé et les Bamba famille à laquelle les Kéita ont attribué le titre et la fonction perpétuelle de chef de village assorti d'un arbitrage des Keita en cas de litiges dans les choix des prétendants ;
- les Bakayoko, famille à laquelle les Kéita ont attribué le titre et la fonction perpétuelle de guide religieux assorti d'un arbitrage des Keita en cas de litiges dans les choix des prétendants ;
- les Soumahoro et les Timité de par leur passé de guerriers, de féticheurs, ou de marabouts se sont vus attribuer les rôles d'ambassadeurs et de médiateurs ;
- les Dosso, les Fofana, les Traoré et autres noms de spécialistes de la chasse, de la forge ou d'autres métiers artisanaux, complétaient de par leurs spécialisations le tableau de l'harmonie de la vie quotidienne de ce village de Séguéla ;
- au regard de l’histoire de cette période et les agressions pour les diverses raisons d’extension d’influence ou d’assujettissement de peuples entre eux, toutes les entrées géographiques de la ville de Séguéla avaient leur protection assurée dans les composantes comme suit :
  - l’entrée « nord » de la ville était protégée par la force d’intervention des Soumahoro en garde avancée devenue le village de « Gniangorô » faisant que les 99 % de la composante des habitants de ce village sont des Soumahoro,
  - l’entrée « sud » de la ville était protégée par la force d’intervention des Timité et Méité en position de garde avancée devenue le village de « Gbalo » qui a pour composante majoritaire de ses habitants les Timité et Méité,
  - l’entrée « est » de la ville était protégée par la force d’intervention des Keita, des Bakayoko et des Konaté avec pour poste avancée de garde devenue le village de « Fisanikorô » dont les habitants sont composés en majorité de Konaté, Bakayoko et de Binaté (Keita),
  - l’entrée « ouest » de la ville était protégée par les Diomandé avec pour poste de garde avancée le village de «Gbolô» dont les habitants sont à 99 % des Diomandé.

## Histoire

### Histoire pré-coloniale
La ville de Séguéla a été fondée par les Keita à la suite de la dislocation de l’empire des Mandingues après le règne de Mansa Oulé (l'empereur rouge, en raison de son teint clair) fils et successeur de Soundiata Keïta de 1255 à 1270.
- Les fondateurs de Séguéla sont des descendants directs de Mansa Oulé qui, s'étant converti à l’islam, suscita plus tard l'abdication de ses propres enfants qui cédèrent le trône à la grande famille Konaté qui tenta d’assurer la survie en pérennisant le nom Keita dans l’appellation des différents rois qui se succédaient.

À Séguéla aujourd’hui, la plupart se font appeler « Binaté »  (Bi Na Té soit (Bi = aujourd’hui), (Na = Nan = venue), (Té = pas)) qui est la réponse des fondateurs aux colons qui leur demandaient leur nom : Bi Nan Té =  « Notre venue, ou notre présence, ne date pas d’aujourd’hui ».

### XIXesiècle

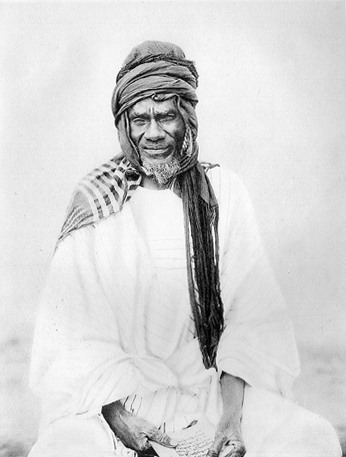
Samory Touré

À la fin du XIXe siècle, toute la région sera sous la domination de l'Almamy Samory Touré, fondateur de l'Empire wassoulou vers 1881, empire qui s'étendait de Kankan à Dabakala et Kong, et résistant à la conquête coloniale jusqu'à sa capture en 1898 et sa déportation au Gabon. Ses troupes, qui auraient été armées de fusils britanniques, l'Angleterre occupant alors la Sierra Leone, massacrèrent les militaires français de la mission du capitaine Charles Ménard en 1892 dans les environs de Séguéla.

## Administration
Une loi de 1978 a institué 27 communes de plein exercice sur le territoire du pays.
| Date d'élection | Identité                           | Parti       | Qualité         | Statut |  |
| --------------- | ---------------------------------- | ----------- | --------------- | ------ |  |
| 1980            | Soumahoro Gaoussou                 | PDCI-RDA    | Homme politique | élu    |  |
| 1985            | Traoré Mamadou                     | PDCI-RDA    | Homme politique | élu    |  |
| 1990            | Bakayoko Youssouf                  | PDCI-RDA    | Homme politique | élu    |  |
| 1995            | Amadou Soumahoro                   | RDR         | Homme politique | élu    |  |
| 2001            | Amadou Soumahoro                   | RDR         | Homme politique | élu    |  |
| 2013            | Lassana Diomandé                   | Indépendant | Homme politique | élu    |  |
| 2023            | BAMBA MAFERIMA FOUETE EPSE M'BAHIA | RHDP        | Femme politique | élue   |  |

Après les événements de 2002, la ville a été placée sous l'administration du MPCI puis des Forces nouvelles de Côte d'Ivoire comme toutes les localités du nord du pays et se trouvait sous l'autorité unique d'un « commandant de zone » (« com-zone »). Ce « commandant de zone » est désigné par le secrétaire général des Forces nouvelles de Côte d'Ivoire, Guillaume Soro, comme pour chacun des 10 secteurs de la zone nord ivoirienne, Séguéla étant désignée depuis 2006 sous le terme de Zone no 4. Depuis le 18 mai 2008, il s'agit de Issiaka Ouattara, dit Wattao, nommé après le limogeage de Zacharia Koné. Cette autorité existe toujours en 2008 et cohabite avec les fonctionnaires de l'État, préfet et sous-préfet, revenus dans la région.

## Représentation politique
| Date d'élection | Identité          | Parti    | Qualité                    | Statut |
| --------------- | ----------------- | -------- | -------------------------- | ------ |
| 2001            | Bakayoko Youssouf | PDCI-RDA | Homme politique            | élu    |
| 2011            | Hamed Bakayoko    | RDR      | Homme politique            | élu    |
| 2016            | Hamed Bakayoko    | RHDP     | Homme politique            | élu    |
| 06 Mars 2021    | Hamed Bakayoko    | RHDP     | Homme politique            | élu    |
| 08 juin 2021    | Zoumana Bakayoko  | RHDP     | Homme d'affaire(politique) | élu    |

Le mandat de l’Assemblée nationale élue en 2001 s'achevait le 16 décembre 2005. Mais, en raison de la crise politico-militaire de 2002, les élections législatives n'ont pas eu lieu et l’Assemblée nationale en place est demeurée en fonction et a conservé ses pouvoirs.

## Société

### Démographie
| Rec. 1975 | Rec. 1988 | Est. 2010 | 2021    |
| --------- | --------- | --------- | ------- |
| 12 692    | 29 003    | 63 557    | 103 980 |

### Éducation
Le département compte 533 écoles primaires, 2 établissements secondaires et 2 établissements secondaires techniques.
C'est à Elima, au sud du pays, que sera créée la première école officielle le 8 août 1887 avec pour instituteur Fritz-Emile Jeand'heur venu d'Algérie. Elle comptait alors 33 élèves africains qui seront les premiers lecteurs en langue française. Elle fonctionnera pendant trois ans avant d'être transférée en 1890 à Assinie par Marcel Treich-Laplène, le nouveau résident de France. Le 1er mars 1904, il y avait 896 élèves en Côte d’Ivoire pour une population estimée un peu supérieure à 2 millions d'habitants. Séguéla accueillera l'une des 18 écoles de village créées en 1903. Elle comportait 40 élèves encadrés par un instituteur.

### Langues
Depuis l'indépendance, la langue officielle dans toute la Côte d'Ivoire est le français. La langue véhiculaire, parlée et comprise par la majeure partie de la population, est le dioula, une langue mandingue. Toutefois, la langue locale de la région est le koyaka qui est une langue mandée.

### Santé
Le département de Séguéla  compte un centre hospitalier régional, vingt-cinq centres de santé et sept officines de pharmacie. 
Au plan sanitaire, Séguela possède un CHR, des centres médicaux scolaires, un district sanitaire, un INHP, un centre urbain, un centre de santé CIFIM.

## Sports
La ville compte un club de football, le Siguilolo FC de Séguéla qui joue actuellement en Championnat de Côte d'Ivoire de Ligue 2.
A Séguéla, se trouvent de nombreuses activités culturelles telles que le Guineman, le Djouanigbê de Bingoro et de Wahi, le Dagbê, le Kouroubi, le Doh et le Djodjan. Certaines de ces danses apparaissent dans les grandes cérémonies.
Le centre culturel de Séguéla, le foyer des jeunes de Béna, les jardins publics et l'espace meeting constituent les infrastructures culturelles.

## Économie
Bien que l'extraction industrielle du diamant soit arrêtée en Côte d'Ivoire, une exploitation artisanale se poursuit à Séguéla et Tortiya. Les résultats de cette exploitation artisanale restent assez controversés. Jugés dérisoires par certains, ces résultats sont évalués par d’autres au chiffre record de 300 000 carats et le revenu annuel du trafic lié à cette activité, estimé à plus de 40 milliards de FCFA. En 2009, la Côte d'Ivoire reste toutefois le seul pays sous embargo de l'ONU pour l'exportation du diamant en raison de la crise que connaît ce pays,.

## Personnalités
- Bouake Fofana (1957-), homme politique, est né à Séguéla.
- Amadou Soumahoro (1953-2022), homme d'État ivoirien, est né à Séguéla.